# Saint-Georges-du-Bois (Charente-Maritime)
Saint-Georges-du-Bois település Franciaországban, Charente-Maritime megyében. Lakosainak száma 1869 fő (2022. január 1.). Saint-Georges-du-Bois Benon, Saint-Pierre-d’Amilly, Saint-Saturnin-du-Bois, Surgères és Vouhé községekkel határos.

## Népesség
A település népessége az elmúlt években az alábbi módon változott:
| Lakosok száma | 1330 | 1389 | 1373 | 1669 | 1773 | 1769 | 1774 | 1765 | 1807 | 1869 |
|               | 1968 | 1982 | 1990 | 2006 | 2013 | 2015 | 2017 | 2019 | 2020 | 2022 |